# Кондрахин, Павел Владимирович
Павел Владимирович Кондрахин (род. 27 апреля 1994, Москва, Россия) — российский футболист, нападающий.

## Биография
Профессиональную карьеру начал в крымской команде «ТСК-Таврия», которая на тот момент выступала в ПФЛ. Дебютировал в её составе 20 августа 2014 года в матче с СКЧФ.
31 июля 2015 года стал игроком армянского «Улисса». За полгода, проведённые в команде, отыграл 5 матчей в чемпионате и 1 в кубке Армении.
3 марта 2017 года подписал контракт с американским клубом «Талса Рафнекс», выступающем в USL.